# Where The Hell Is Matt?

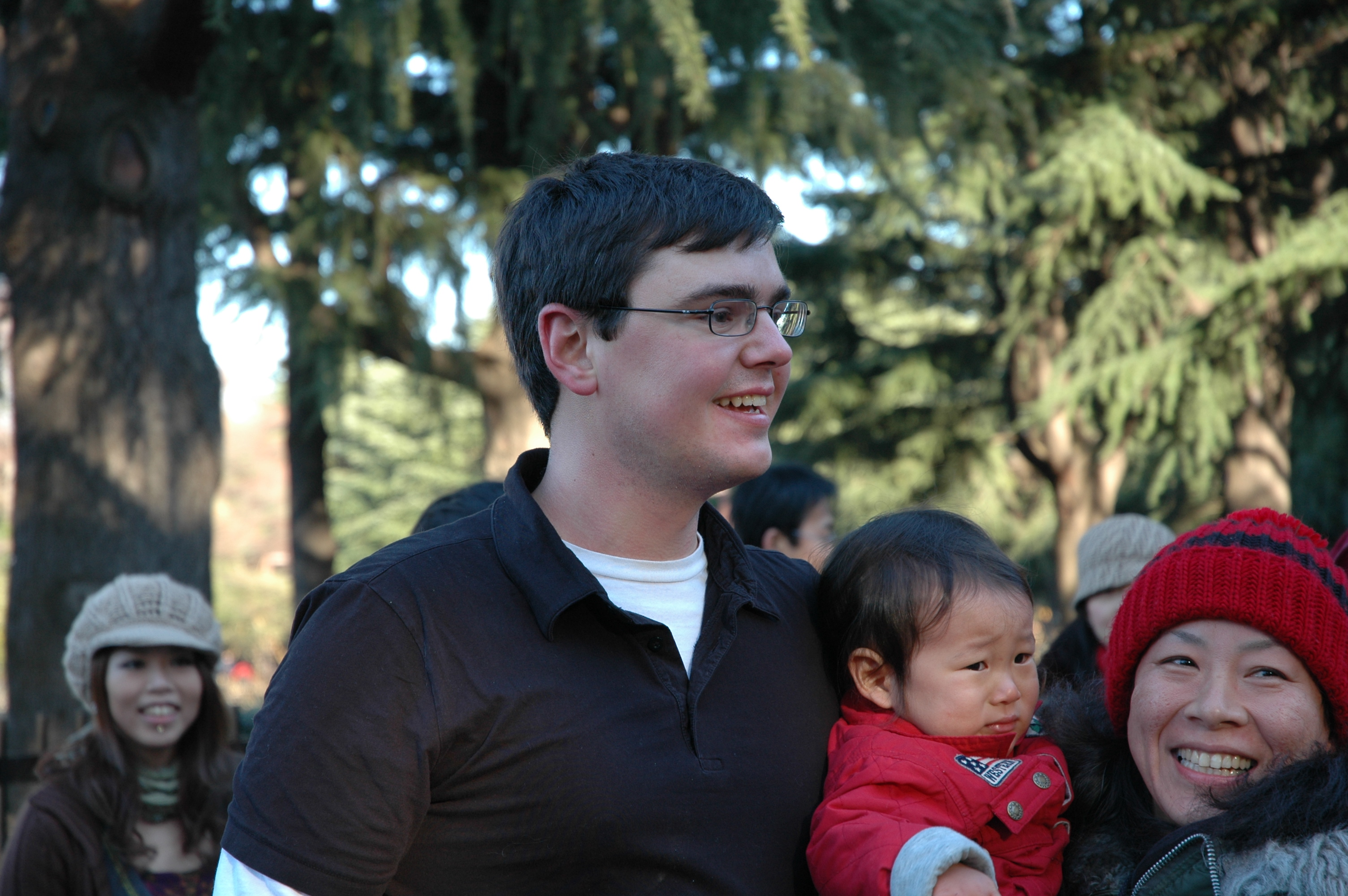
Matt Harding im Yoyogi-Park, Tokio (2007)

Where The Hell Is Matt? ist eine Serie kurzer Videoclips. Zu sehen ist Matt Harding, ein junger Mann, der an verschiedenen Orten auf der ganzen Welt tanzt. Im Internet erlangten die Filme Kultstatus.

## Person

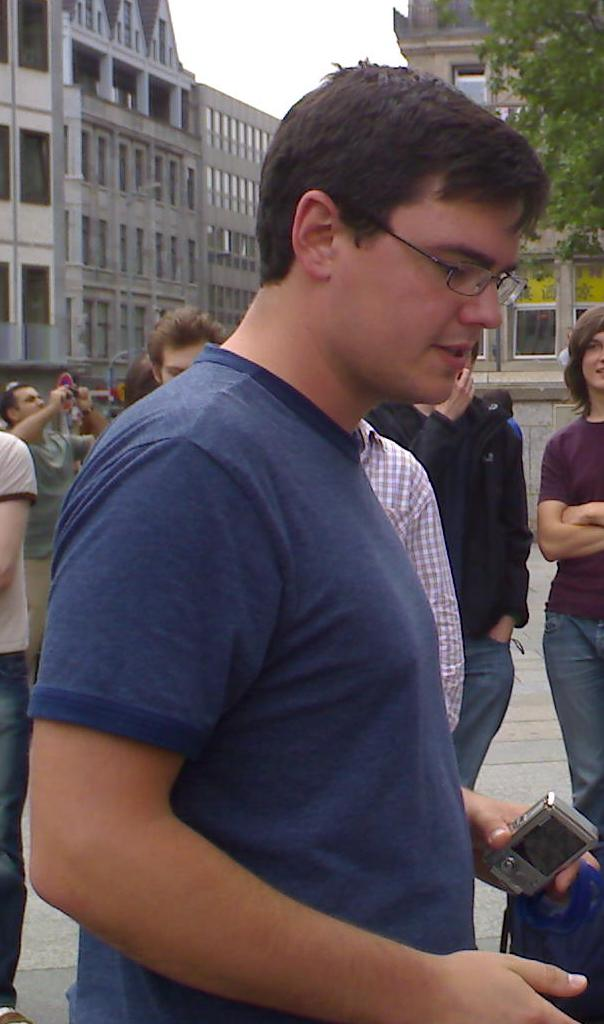
Matt Harding in Köln (2007)

Matthew „Matt“ Harding (* 27. September 1976) ist ein US-Amerikaner aus Westport, Connecticut. Vor seinen Reisen arbeitete er in der Computerspiel-Branche für die Pandemic Studios. Nachdem er ein Konzept für ein kinder- und familienorientiertes Spiel entwickelt hatte, das seine Chefs auf der Grundlage von Marktforschungsergebnissen ablehnten, machte er den sarkastischen Vorschlag, ein Spiel, in dem Aliens die Menschen vernichten, zu entwickeln. Als die Idee begeistert aufgegriffen wurde und Destroy All Humans! entstand, kündigte Harding im Februar 2003.
Von seinen Ersparnissen begab er sich auf Weltreise und ließ sich dabei – auf Anregung von einem Kollegen – an den unterschiedlichsten Orten bei einem vergleichsweise simplen Tanz filmen, den er selbst als „Tanz wie bei Dreijährigen, die unbedarft trippeln und mit den Armen zappeln“ beschreibt. „Ich habe das von diesem Alter an nicht mehr weiterentwickelt.“ Als seine Ersparnisse nach einem halben Jahr aufgebraucht waren, kehrte er nach Seattle zurück, schnitt aus den kurzen Videoszenen einen Film und veröffentlichte ihn 2005 auf seiner Website. Der Kaugummihersteller Stride Gum sponserte ihm im Jahr 2006 daraufhin eine weitere Reise.
Im folgenden Jahr erklärte Harding dem Unternehmen, dass sein „schlechter Tanz im Grunde gar nicht so interessant ist und andere Leute viel besser schlecht darin [sc. im Tanzen] sind.“ Er schlug daher vor, noch einmal um die Welt zu reisen und all die Leute, die ihm in der Zwischenzeit geschrieben hatten, einzuladen, gemeinsam mit ihm zu tanzen. Stride Gum ließ sich darauf ein und finanzierte auch diese Reise, so dass Harding 2008 ein drittes Video veröffentlichen konnte. Am 22. Juli 2008 war „Where the Hell is Matt? 2008“ das „Astronomy Picture of the Day“ der NASA.
Matt lebt 2009 mit seiner Freundin Melissa Nixon in Seattle, Washington. Am 20. April 2009 kündigte er sein Buch Where The Hell Is Matt – Dancing Badly Around the World an, das am 2. Juni 2009 erschienen ist.
In Vorbereitung auf die Fußball-Weltmeisterschaft 2010 entstand das vierte Video mit Schauplätzen ausschließlich in Südafrika. Im Juni 2012, vier Jahre nach seinem dritten Video, erschien „Where the Hell is Matt? 2012“, sein fünftes Video. In diesem Video tanzen Matt Harding und viele andere Tänzer an 71 Orten in 55 Ländern und 11 US-amerikanischen Staaten. Für dieses Video komponierte Garry Schyman den Hintergrundsong „Trip the Light“, der von Alicia Lemke eingesungen wurde. Am 10. Juli 2012 wurde „Where the Hell is Matt? 2012“ wie bereits das Video von 2008 das „Astronomy Picture of the Day“ der NASA.

## Authentizität
In Anbetracht des großen Aufwandes und der benötigten finanziellen Mittel wird die Authentizität der Videoclips regelmäßig angezweifelt. In den FAQ seiner Website findet sich folgender, mehrdeutiger Eintrag:

„Question:: This is all a big hoax, isn't it? You did it with a green screen. You never left your house. It's true, isn't it?
Answer: Yes.

Answer to that: I knew it! I'm telling everyone! You're nailed, buddy!

Frage: Das ist doch alles ein großer Schwindel, oder? Du hast es mit Greenscreen gemacht. Du hast nie Dein Haus verlassen. Stimmt doch, oder?!
Antwort: Ja.
Antwort darauf: Ich wusste es. Das erzähle ich allen. Du bist festgenagelt, Kumpel“

Auch in dem von ihm veröffentlichten YouTube-Clip Outtakes hat Harding das Thema aufgegriffen und Aufnahmen rund um die Ausschnitte des bekannten Videoclips gezeigt, die Bluescreen-Aufnahmen widerlegen sollen. Für die Echtheit der Videos spricht zudem der Umstand, dass das Unternehmen Stride zwei seiner Reisen finanziert hat und inzwischen namhafte Zeitungen über seine Reisen berichtet haben, darunter etwa die New York Times, die ihm am 8. Juli 2008 einen längeren Artikel widmete.
Auf der Konferenz Entertainment Gathering hat Harding im Dezember 2008 erklärt, dass die Videos eine Fälschung seien, er kein Spieledesigner, sondern Schauspieler sei und die Videos mit Robotern und aufwendiger Videobearbeitung entstanden seien. Auf seiner Website erklärte er anschließend, dass gerade diese Erklärung der Scherz sei und er natürlich sämtliche Reisen unternommen habe. Auf der MacWorld Expo zeigte er seine satirische Präsentation, die als offensichtlicher Hoax gedacht war und typische Elemente von Verschwörungstheorien parodierte, jedoch von einigen Privatleuten und Journalisten missverstanden wurde.

## Musik
In den ersten beiden Videoclips ist der Song Sweet Lullaby von der Band Deep Forest zu hören, im zweiten Video allerdings in einer modifizierten, inoffiziellen Version. Der Originaltext stammt laut einem anderen von Matt Harding aufgenommenen Video aus einem Lied namens Rorogwela, das ein Musikologe 1971 in einem Dorf auf den Salomon-Inseln nahe Neuguinea aufgenommen hat; es wurde von einer Frau namens Afunakwa gesungen.
Die Musik Praan zum Videoclip aus dem Jahre 2008 wurde exklusiv für das Video von Garry Schyman geschrieben und von der 17-jährigen Palbasha Siddique gesungen. Der Text ist Bengalisch und beruht auf dem Gedicht Stream of Life (Strom des Lebens) von Rabindranath Tagore aus seinem Werk Gitanjali.

## Vermarktung
2012 sind folgende Videos und Songs im Handel erhältlich:
- der Titelsong „Praan“ von 2010
- Das Hintergrundlied „Trip the light“ zum Video von 2012
- das Outtakes Video zum Video von 2012, das viele Szenen und Orte zeigt, die im Original ausgeschnitten wurden,[2]

## Videoschauplätze
| 1. Peking, China 2. Hanoi, Vietnam 3. Delhi, Indien 4. Moskau, Russland 5. Bangkok, Thailand 6. Agra, Indien 7. Prag, Tschechien 8. Angkor Wat, Kambodscha 9. Bengal Jungle, Indien 10. Los Angeles, Kalifornien, Vereinigte Staaten 11. Süchbaatar-Aimag, Mongolei 12. Kilimandscharo, Tansania 13. Sibirien, Russland 14. Monte Albán, Mexiko 15. Tsavo, Kenia 16. Impenetrable Forest, Uganda 17. Yangon, Myanmar 18. Westport, Connecticut, Vereinigte Staaten 19. Seattle, Washington, Vereinigte Staaten 20. New York, New York, Vereinigte Staaten 1. Mumbai, Indien 2. Paro, Bhutan 3. Giant’s Causeway, Nordirland 4. Stone Town, Sansibar 5. Lancelin, Australien 6. Lisse, Niederlande 7. Weihnachtsinsel, Australien 8. Kuwait, Kuwait 9. Teotihuacán, Mexiko 10. Seljalandsfoss, Island 11. Zwischensequenz 1. Dublin, Irland 2. Boston, Massachusetts, Vereinigte Staaten 3. Toronto, Ontario, Kanada 4. Atomium, Brüssel, Belgien 5. Praça do Comércio, Lissabon, Portugal 6. Vancouver, British Columbia, Kanada 7. Paris, Frankreich 8. San Francisco, Kalifornien, Vereinigte Staaten 9. Melbourne, Victoria, Australien 10. Washington, D.C., Vereinigte Staaten 11. Chicago, Illinois, Vereinigte Staaten 12. Madrid, Spanien 13. Antseranana, Madagaskar 14. Brisbane, Australien 15. Dublin, Irland 16. Buenos Aires, Argentinien 17. Chakachino, Sambia 18. Istanbul, Türkei 19. Wainivilase, Fidschi 20. London, England 21. Stockholm, Schweden 22. Auki, Salomonen 23. Sanaa, Jemen 24. Ala-Artscha-Schlucht, Kirgisistan 25. Tagaytay, Philippinen 26. Demilitarisierte Zone, Korea 27. Timbuktu, Mali 28. Warschau, Polen 29. Austin, Texas 30. Tokio, Japan 31. Poria, Papua-Neuguinea 32. Miami, Florida 33. München, Deutschland 34. Tongatapu, Tonga 35. Chicago, Illinois, Vereinigte Staaten 36. Thimphu, Bhutan 37. Gurgaon, Indien 38. Sydney, New South Wales, Australien 39. Lissabon, Portugal 40. Seoul, Südkorea 41. Soweto, Südafrika 42. New York, New York, Vereinigte Staaten 43. Tokio, Japan 44. Vava'u, Tonga 45. Kap der Guten Hoffnung, Südafrika 46. Panamakanal, Panama 47. Wadi Rum, Jordanien 48. Lemur Island, Madagaskar 49. Auckland, Neuseeland 50. Batik, Marokko 51. Amsterdam, Niederlande 52. Atlanta, Georgia, Vereinigte Staaten 53. Mexiko-Stadt, Mexiko 54. Brüssel, Belgien 55. San Francisco, Kalifornien 56. Taipeh, Taiwan 57. Vancouver, British Columbia, Kanada 58. Washington, D.C., Vereinigte Staaten 59. Rio de Janeiro, Brasilien 60. Köln, Deutschland 61. Singapur 62. Alhambra, Kalifornien 63. Tel Aviv, Israel 64. Ostjerusalem, Westjordanland 65. Paris, Frankreich 66. Montreal, Québec, Kanada 67. Nellis Airspace, Nevada, Vereinigte Staaten 68. Los Angeles, Kalifornien, Vereinigte Staaten 69. São Paulo, Brasilien 70. Seattle, Washington, Vereinigte Staaten | 1. Salar de Uyuni, Bolivien 2. Petra, Jordanien 3. Machu Picchu, Peru 4. Venedig, Italien 5. Tokio, Japan 6. Galapagosinseln, Ecuador 7. Brisbane, Australien 8. Luang Prabang, Laos 9. Bandar Seri Begawan, Brunei 10. Area 51, Nevada, Vereinigte Staaten 11. Tikal, Guatemala 12. Half Moon Caye, Belize 13. Sossusvlei, Namibia 14. Routeburn Track, Neuseeland 15. Monument Valley, Arizona, Vereinigte Staaten 16. Südliche Shetlandinseln 17. Chuuk, Föderierte Staaten von Mikronesien 18. London, England 19. Very Large Array, New Mexico 20. Abu Simbel, Ägypten 21. Osterinsel, Chile 22. Haute-Picardie, Frankreich 23. Ephesos, Türkei 24. New York, New York 25. Mutianyu, China 26. Guam 27. Mokolodi Nature Reserve, Botswana 28. Berlin, Deutschland 29. Sydney, Australien 30. Dubai, Vereinigte Arabische Emirate 31. Chelbacheb-Inseln, Palau 32. Mulindi, Ruanda 33. Neko Harbour, Antarktis 34. Kjerag, Norwegen 35. San Francisco, Kalifornien, Vereinigte Staaten 36. Seattle, Washington, Vereinigte Staaten In Vorbereitung auf die Fußball-Weltmeisterschaft 2010 entstand das vierte Video mit Schauplätzen ausschließlich in Südafrika. 1. Nelson Mandela Square, Sandton, Johannesburg 2. The Pinnacle, Mossel Bay 3. Hout Bay, Kapstadt 4. Tafelberg, Kapstadt 5. Kapstadt-Stadion, Kapstadt 6. Mbombela-Stadion, Nelspruit 7. South African Airways 8. Boulders Beach, in der Nähe von Kapstadt 9. Soweto Cooling Towers, Soweto. Johannesburg 10. Robben Island 11. Soccer City, Soweto, Johannesburg 12. Tafelberg, Kapstadt 13. Kap der Guten Hoffnung 14. Camp Jabulani, Hoedspruit 15. Blyde River Canyon, Mpumalanga 16. Nelson Mandela Square, Sandton, Johannesburg 17. Bourke’s Luck Potholes, Blyde River Canyon, Mpumalanga 18. Soweto Cooling Towers, Soweto. Johannesburg 19. Hout Bay, Kapstadt 20. Nelson Mandela Square, Sandton, Johannesburg 21. Mac Mac Pools, in der Nähe von Mac-Mac Falls, Mpumalanga 22. Lesedi Cultural Village, in der Nähe von Johannesburg 23. Camp Jabulani, Hoedspruit 24. Bourke’s Luck Potholes, Blyde River Canyon, Mpumalanga 25. Lesedi Cultural Village, in der Nähe von Johannesburg 26. Soccer City, Soweto, Johannesburg 27. Tafelberg, Kapstadt 28. Johannesburg 29. Boulders Beach, in der Nähe von Kapstadt 30. The Pinnacle, Mossel Bay 31. Nelson Mandela Square, Sandton, Johannesburg 32. Soccer City, Soweto, Johannesburg 33. South African Airways |

### Fünftes Video (2012)
1. Kigali, Ruanda
2. Sevilla, Spanien
3. Wien, Österreich
4. Schuykill Haven, Pennsylvania
5. Damaskus, Syrien
6. Poria, Papua-Neuguinea
7. Pjöngjang, Nordkorea
8. Beirut, Libanon
9. Athen, Griechenland
10. Lesedi, Südafrika
11. Kapong, Thailand
12. Caracas, Venezuela
13. Bali, Indonesien
14. League City, Texas, Vereinigte Staaten
15. Great Barrier Reef, Australien
16. Al-Muzahmiyya, Saudi-Arabien
17. Oakland, Kalifornien, Vereinigte Staaten
18. Detroit, Michigan, Vereinigte Staaten
19. Terelj, Mongolei
20. Rangali Island, Malediven
21. Ruwa, Simbabwe
22. Budapest, Ungarn
23. Port-au-Prince, Haiti
24. Erbil, Irak
25. Maui, Hawaii, Vereinigte Staaten
26. New Orleans, Louisiana, Vereinigte Staaten
27. Quezon City, Philippinen
28. Kabul, Afghanistan
29. Toulon, Frankreich
30. Peking, China
31. Jerusalem, Israel
32. Opuwo, Namibia
33. San Juan, Puerto Rico
34. Belgrad, Serbien
35. Boise, Idaho, Vereinigte Staaten
36. Edinburgh, Schottland
37. Philadelphia, Pennsylvania, Vereinigte Staaten
38. Robben Island, Südafrika
39. Toronto, Kanada
40. Dresden, Deutschland
41. Lyon, Frankreich
42. Abraham Lincoln, Pazifischer Ozean
43. Houston, Texas, Vereinigte Staaten
44. Bratislava, Slowakei
45. Melbourne, Australien
46. Kairo, Ägypten
47. Hongkong, Volksrepublik China
48. Tallinn, Estland
49. Helsinki, Finnland
50. Kyōto, Japan
51. Cleveland, Ohio, Vereinigte Staaten
52. Kalafasia, Salomonen
53. Medellín, Kolumbien
54. Barcelona, Spanien
55. Manchester, England
56. Karatschi, Pakistan
57. Prag, Tschechien
58. Zürich, Schweiz
59. Rom, Italien
60. San José, Costa Rica
61. Mailand, Italien
62. Rafah, Gazastreifen
63. Taoyuan, Taiwan
64. Port of Spain, Trinidad und Tobago
65. Cambridge, Massachusetts, Vereinigte Staaten
66. Moskau, Russland
67. San Diego, Kalifornien, Vereinigte Staaten
68. Baltimore, Maryland, Vereinigte Staaten
69. Denver, Colorado, Vereinigte Staaten
70. Sankt Petersburg, Russland
71. Seattle, Washington, Vereinigte Staaten